# Anneke Jans Bogardus
Anneke Jans Bogardus (Flekkerøy, 1605 - Beverwijck, 1663) was een gegoede inwoonster van Nieuw-Nederland en was van Noorse origine. Zij was achtereenvolgens gehuwd met Roeloff Jansen en met Everardus Bogardus. Voor haar huwelijk met Everardus Bogardus was haar naam Anneke Jans of Anneke Jantz.

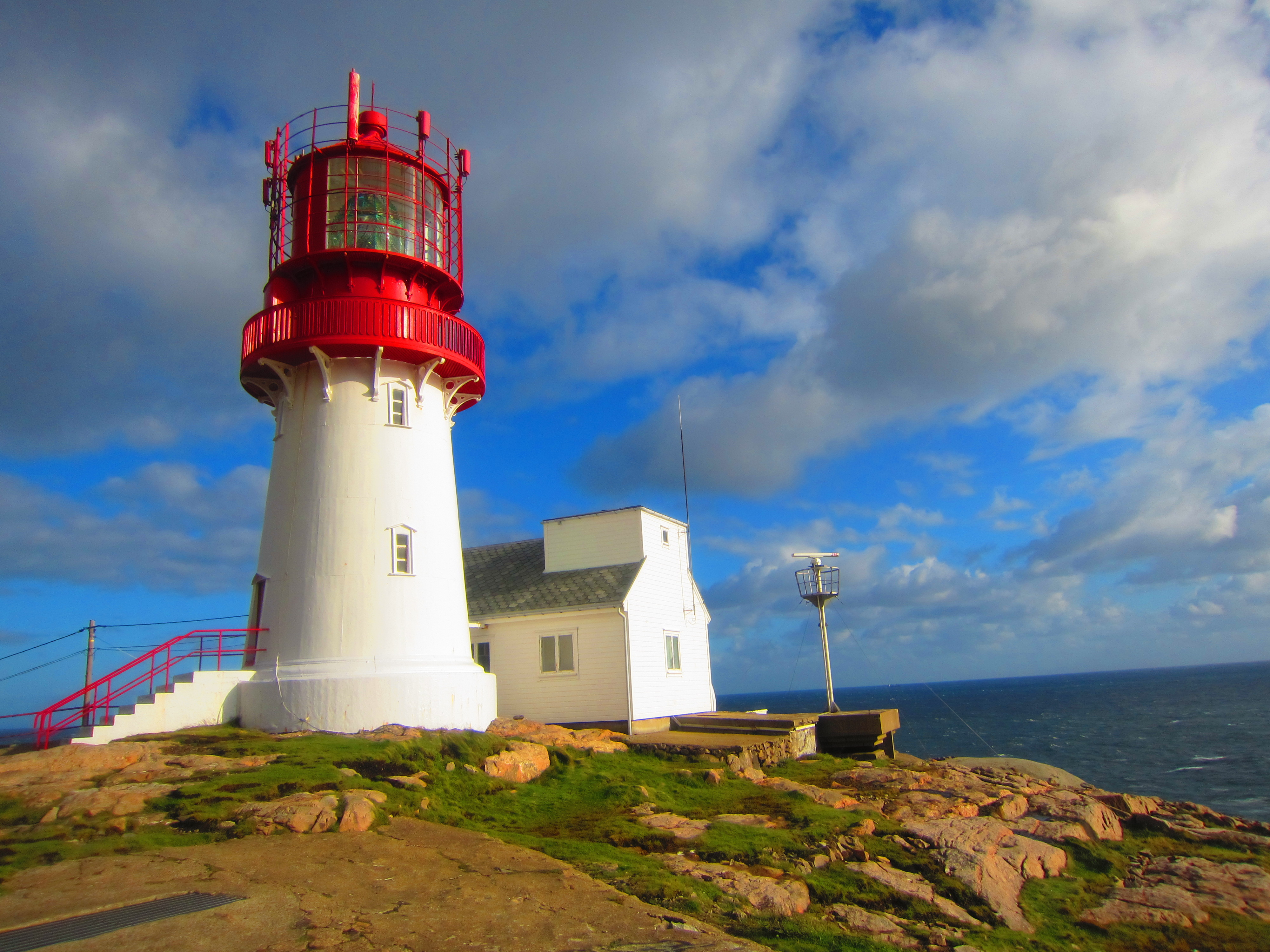
Vuurtoren in Vest-Agder, de geboortestreek van Anneke Jans Bogardus

## Een Noors koppel in Amsterdam
Anneke Jans werd geboren in de Noorse havenstad Flekkerøy in Vest-Agder; Noorwegen was toen een deel van het koninkrijk Denemarken. Deze haven werd frequent bezocht door Nederlandse handelslui. Via deze weg belandde Jans ergens in haar late tienerjaren in Amsterdam. In Amsterdam huwde Jans met de Noorse zeeman Roeloff Jansen (1602-1637) in het jaar 1623. Zij was achttien en hij drieëntwintig en ze hadden elkaar leren kennen in Amsterdam. Roeloff Jansen was afkomstig van de kuststreek Bohuslän, meer bepaald in Marstrand. Het koppel verbleef eerst in Amsterdam en kreeg drie kinderen. In 1630 reisden ze naar Nieuw-Nederland.

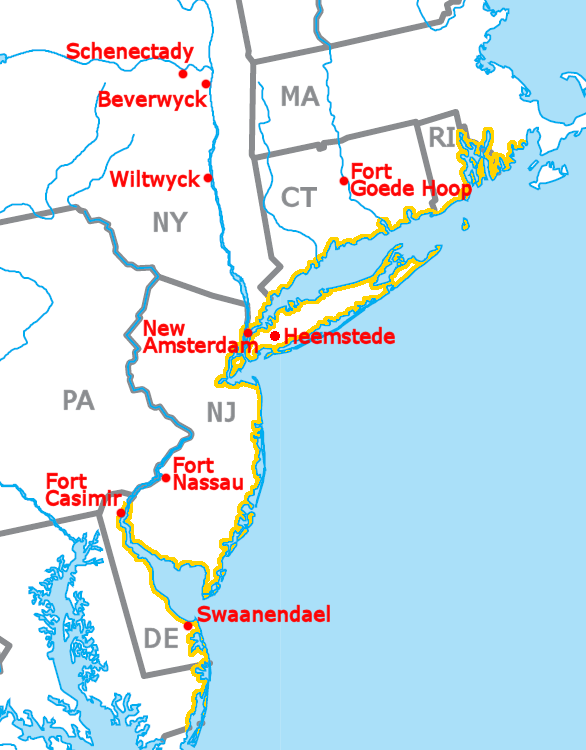
kaart van Nieuw-Nederland (17e eeuw)

## Nieuw-Nederland
Roeloff Jansen was aanvankelijk landbouwer in Rensselaerswijck, als pachter van Kiliaen van Rensselaer. Na een kort verblijf in Nieuw-Amsterdam verhuisde het gezin naar Beverwijck stroomopwaarts de Hudson rivier. De welstand van de Janssens nam toe. Het gezin verwierf uitgebreide landbouwgebieden in de kolonie en Roeloff werkte als toezichter voor Kiliaen van Rensselaer. Ze dreven ook handel met indianenvolkeren langsheen de Hudson. Dochter Sara leerde hier een indianentaal, wat ze later nuttig zou gebruiken in dienst van Peter Stuyvesant. In 1634 verhuisde de familie terug naar Nieuw-Amsterdam. Ze kochten meerdere landbouwgronden op het eiland Manhattan, thans TriBeCa genaamd. Anneke Jans verloor haar man in 1636; samen hadden ze zes kinderen. Het onverwacht wegvallen van haar bedrijvige man leidde naar financiële onzekerheid.
Zij huwde in 1638 een tweede maal Everardus Bogardus, een pas in Nieuw-Amsterdam aangekomen dominee. Ze kregen samen nog vier kinderen. De boerderij op Manhattan werd 'Domine’s Bouwerie' genoemd. Bogardus verongelukte op zee in 1647, waarna Anneke Jans Bogardus zoals ze zich noemde, terugkeerde naar haar landgoed in Beverwijck. Haar kinderen legden zich meer en meer toe op de exploitatie van de landbouwbedrijven, een winstgevende aangelegenheid.

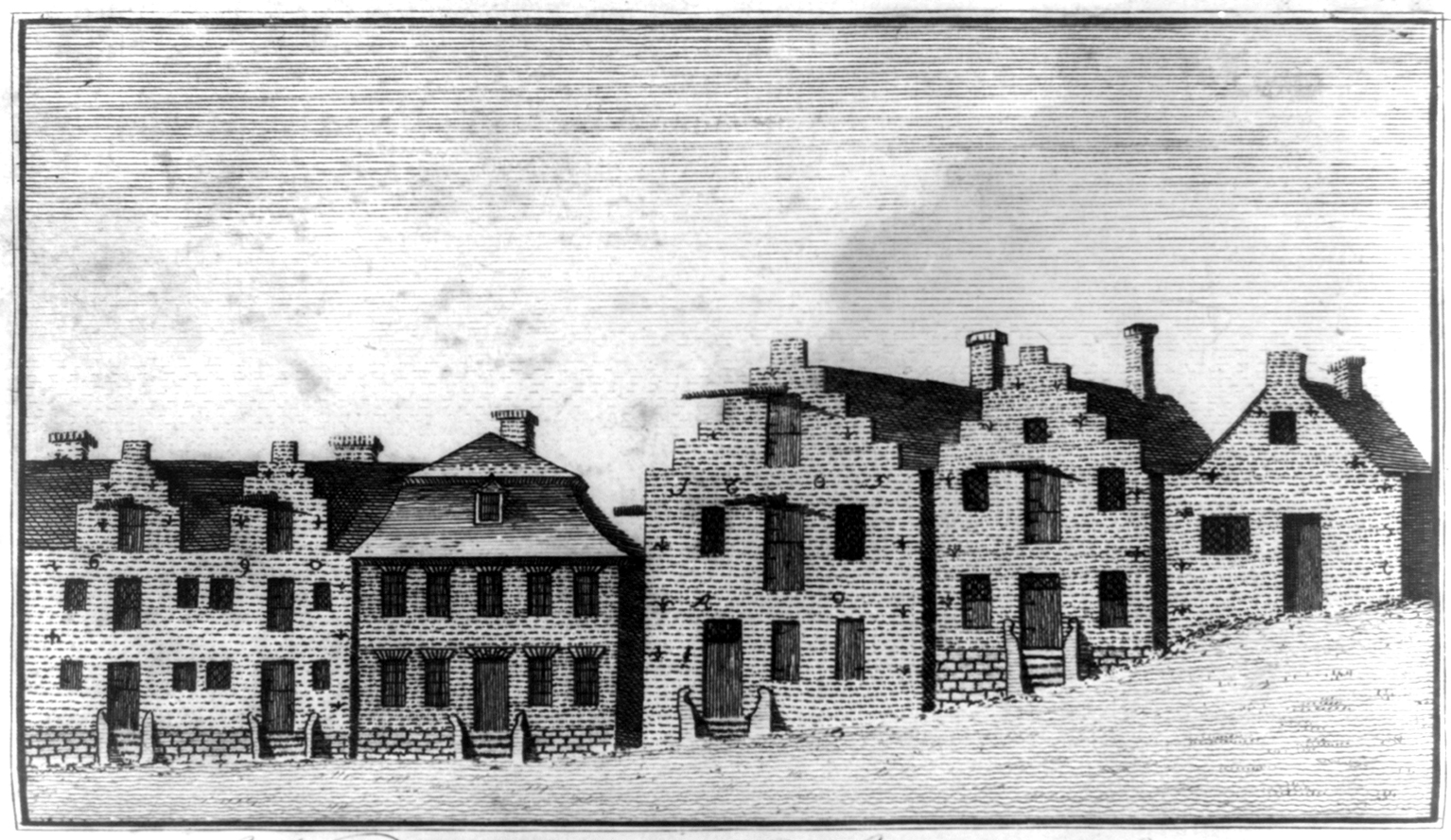
Invloed van Nederlandse bouwstijl in Albany, vroeger Beverwijck.

Toen zij stierf in 1663, werd in haar testament al haar grondeigendom in de kolonie opgesomd met de handelsactiviteiten. Dit alles werd door haar kinderen vervolgens verstandig uitgebouwd. Haar nazaten werden gekende personen in Nieuw-Nederland.

## Verhalen
- Eén verhaal over haar suggereert dat Anneke Jans een buitenechtelijke kleindochter zou zijn van Willem de Zwijger. Dit berust op speculatie.[6]

- Een ander verhaal, dat tot een gerechtelijke procedure leidde, stelt dat Anneke Jans (of haar nakomelingen) eigenaar was van de grond waarop de Trinity Church in New York staat. Dit is in hartje New York. Ook hiervan bestaat geen materieel bewijs.[7] De kerk zelf beroemt zich op een schenking van de grond door de Engelse kroon, ter bevordering van de Anglicaanse eredienst op Manhattan.[8] In de 19e eeuw volgde finaal de rechterlijke uitspraak dat de aanspraken van de nazaten van Anneke Jans onjuist waren.[9]